# Josef Brunner
Josef Brunner, född 1916 i Ungern, död 1984, var en ungersk-svensk konstnär.
Brunner studerade konst vid Ludovicum-akademien i Budapest samt i Österrike. Under andra världskriget hamnade han i ett koncentrationsläger i Sibirien 1943-1946. Han flyttade till Sverige 1956 och medverkade här i ett flertal samlingsutställningar. Bland hans porträtt märks de av Drottning Juliana av Holland och Gustav VI Adolf samt Drottning Louis. Han var fram till sin pensionering 1982 anställd som lärare i konst och konsthistoria vid olika lärosäten. Hans konst består huvudsakligen av porträttmåleri. Brunner är representerad vid ett flertal länders porträttsamlingar, för dåvarande Sovjetunionen utförde han omkring 500 porträtt under tiden i fångenskap.